# Arielli
Arielli är en ort och kommun i provinsen Chieti i regionen Abruzzo i Italien. Kommunen hade 1 113 invånare (2018).